# Tympanoctomys loschalchalerosorum
Tympanoctomys loschalchalerosorum är en gnagare i familjen buskråttor. Den listades vid upptäckten som enda arten i släktet Salinoctomys och flyttades sedan till Tympanoctomys. Den förekommer i Sydamerika och beskrevs först året 2000.
Med en kroppslängd mellan 14 och 16 centimeter är Tympanoctomys loschalchalerosorum en medelstor art i familjen. Därtill kommer en 11 till 12 centimeter lång svans som har en yvig tofs vid slutet. Pälsens färg är på ovansidan svartbrun och på undersidan vitaktig.
Individer av arten hittades hittills bara i regionen Salinas Grandes i den argentinska provinsen La Rioja som är ett slättland med salthaltig lera. Habitatet är torrt med växter som gynnas av den salthaltiga jorden. Annars är ingenting känt om artens levnadssätt. Forskargruppen som upptäckte arten hittade samma år ytterligare en ny art av buskråttor, Tympanoctomys aureus.
Det vetenskapliga namnet för släktet syftar på salt i utbredningsområdet och orddelen octomys på kindtändernas knölar som bildar en 8. Artepitet, loschalchalerosorum, avser den argentinska folkmusikgruppen Los Chalchaleros som hördes av forskargruppen hela tiden i radio när de arbetade i regionen.